# Реліктова бучина (заповідне урочище)
Релі́ктова бучи́на — заповідне урочище в Україні. Розташоване в межах Хотинського району Чернівецької області, на захід від села Корнешти. 
Площа 60 га. Статус присвоєно згідно з рішенням облвиконкому від 30 травня 1979 року № 198. Перебуває у віданні ДП «Хотинський лісгосп» (Рухотинське л-во, кв. 32, вид. 4, 5). 
Статус присвоєно для збереження частини лісового масиву з цінними насадженнями бука.